# Pisaurina undulata
Pisaurina undulata är en spindelart som först beskrevs av Eugen von Keyserling 1887.  Pisaurina undulata ingår i släktet Pisaurina och familjen vårdnätsspindlar. Inga underarter finns listade i Catalogue of Life.